# Курна (чаша)
Курна (Kurna başı, араб. şahrïj, перс. akhdur, тур. kurna или şahrĩc; слово происходит от армянского guṙn) — пристенная чаша для омовения с кранами холодной и горячей воды в турецкой бане или хамаме, обычно изготавливаются индивидуально для каждой бани и являются оригинальными образцами декоративно-прикладного искусства. Воду из курны черпают специальной чашей для омовения (хамам таши).
Курна может находиться на стене или располагаться на полу на высокой ножке.
Курны изготавливаются из мрамора, бывают со сливом и без, тогда вода из курны стекает прямо с края.